# Nimco Ali
Nimco Ali, (Somalia, 1983), en somalí: Nimco Cali, es una activista social y consultora de formación independiente somalí, cofundadora y directora de la organización sin ánimo de lucro Daughters of Eve. 

## Trayectoria
Con cuatro años, Ali se trasladó con su familia desde Somalia a Mánchester, Inglaterra, donde se crio. Tiene cuatro hermanos, uno de ellos, Mohamed, es el presidente de los conservadores somalíes. Ali realizó sus estudios superiores en la Universidad del Oeste de Inglaterra, Bristol. Inicialmente trabajó como funcionaria pública. También se desempeñó como activista por los derechos de las mujeres y fue consultora de formación independiente durante varios años.
En 2010, ella y la psicoterapeuta Leyla Hussein fundaron Daughters of Eve. La organización sin fines de lucro se creó con el objetivo de ayudar a mujeres jóvenes y niñas, proporcionarles educación y crear conciencia sobre la mutilación genital femenina. Ali padeció esta práctica a la edad de siete años, en un hospital de Yibuti, mientras estaba de vacaciones con su familia. Más tarde sufrió complicaciones de salud y tuvo que someterse a una cirugía reconstructiva. La experiencia y el encuentro con otras mujeres que también habían sido mutiladas la inspiraron para ayudar a las niñas que corrían este riesgo y pedir la erradicación de la práctica. Ali también fue Coordinadora de la Red para la Campaña del Cambio Social de FGM/C y ha escrito extensamente sobre los derechos de igualdad de género.
El 18 de abril de 2015, Ali intervino en una de las primeras reuniones del nuevo partido político Partido por la Igualdad de las Mujeres. Dejó de apoyar al Partido Laborista después de que Jeremy Corbyn se convirtiera en su líder. Sin embargo, Ali había aparecido en un folleto del Partido Liberal Demócrata antes del liderazgo del laborista Corbyn. En las elecciones generales del Reino Unido de 2017, Ali luchó por la sede de Hornsey y Wood Green, en el norte de Londres, por el Partido de la Igualdad de las Mujeres. Nimco obtuvo 551 votos (0,9%), y quedó en quinto lugar de la lista de los ocho candidatos que se presentaron. En el verano de 2018, se postuló como candidata del Partido Conservador para las elecciones de la alcaldía de Londres de 2020, pero no fue seleccionada.

## Reconocimientos
En 2014, Ali y Hussein recibieron un premio, como comunidad solidaria, en el certamen Mujer del Año organizado por la revista Red, por su trabajo en Daughters of Eve. También ocuparon el sexto lugar en la lista La Hora del Poder de la Mujer 2014. En el año 2018, Ali fue nombrada una de las 100 mujeres de la BBC. Al año siguiente, en 2019, obtuvo el Premio Internacional de los Derechos de las Mujeres, otorgado en la Cumbre de Ginebra por los Derechos Humanos y la Democracia. El premio fue un reconocimiento al trabajo que la activista viene realizando para poner fin a mutilación genital femenina y por el apoyo integral que ella ofrece a las sobrevivientes de esta práctica.